# Техническая железнодорожная станция
Техническая железнодорожная станция — раздельный пункт сети железных дорог, выполняющий технические операции с грузовыми и пассажирскими поездами, связанные с пропуском обгоняющих поездов, обслуживанием поезда в пути следования (в том числе — заправка пассажирских вагонов водой, удаление мусора из вагонов, снабжение топливом, откачку туалетов, осмотр колёсных пар), переприцепку вагонов от одного поезда к другому, смену локомотива или локомотивной бригады. Как правило, на технических станциях, кроме операций с составами, так же выполняются операции, необходимые для нужд железной дороги. Обычно, на технических станциях отсутствуют какие-либо подразделения для выполнения коммерческих операций. Зачастую, на таких станциях отсутствует даже пассажирская платформа.
Бывают грузовые и пассажирские.